# Koun Ejō
Koun Ejō, jap. 孤雲懐奘 (ur. 1198, zm. 1280) – japoński mistrz zen szkoły sōtō, drugi japoński patriarcha szkoły.

## Życiorys

### Wczesne lata - poszukiwanie własnej drogi
Urodził się w arystokratycznej potężnej rodzinie Fujiwara. Otrzymał buddyjskie wykształcenie w duchu szkoły tendai na górze Hiei w Kioto. Był zapewne dzieckiem nadwrażliwym, które zostało przyciągnięte stylem religijnego życia być może z powodu niskiej samooceny, z czym zmagał się przez całe życie. Wiele lat później, gdy był już opatem i spadkobiercą Dōgena napisał wiersz: 
| Grzęznący przez karmę i nikczemny charakter, Pierwszy z najgorszych wśród ludzi w grzeszności. Nauczył się chodzić bosy. Zanim zdarł swoje sandały, zobaczył swoje prawdziwe ja. |

.
W 1215 roku został zaordynowany jako mnich, a 1218 roku przyjął ślubowania bodhisattwy od mistrza Ennō w klasztorze Yokawa szkoły tendai na górze Hiei.
W szkole tendai panowała ścisła hierarchia, do której Ejō się szybko dostosował i nie kwestionował jej, do chwili, gdy jego matka spytała go: "Czy zostałeś mnichem w celu zadawania się z zamożnymi? Nie dlatego wspierałam twoje pragnienie wejścia do klasztoru. Nie powinieneś kontynuować tych studiów dla bogactwa czy statusu, jaki ci mogą przynieść. Moim pragnieniem jest, abyś poświęcił się szczerze i praktykował w biedzie, bez światowych ambicji". Ejō zrozumiał, że odszedł od swoich pierwotnych intencji i opuścił górę Hiei w 1219 roku.
Rozpoczął wtedy praktykę w szkole Jōdo-shū u Zennebō Shōku, który był uczniem Hōnena, w Ōjō-in (obecnie świątynia to znana jest jako Giō-ji). Piastował funkcję nauczyciela, praktykował nembutsu. Najwyraźniej czuł się jednak nieusatysfakcjonowany i w 1222 (lub 1223) opuścił tę szkołę.
Udał się do Tōnomine poza Narą, społeczności zen noszącej nazwę szkoły Darumy, założonej przez Dainichibō Nōnina (zm. 1195?). W tym czasie szkoła ta prowadzona była przez spadkobiercę Nōnina - Butchi Kakuana (仏智覺晏; zm. 1234?). Został zaakceptowany jako uczeń. Praktyka zen rozwiązała jego osobiste problemy i osiągnął swoje pierwsze oświecenie. Około 1228 roku Tōnomine została spalona przez mnichów z Kōfuku-ji i uczniowie się rozpierzchli.
Ejō udał się do Kennin-ji, w którym spotkał Dōgena. Przekonał się, że zrozumienie Dharmy przez Dōgena jest dużo głębsze od jego zrozumienia i pomimo tego, że był starszy o dwa lata od niego, poprosił o przyjęcie go na ucznia. Dōgen odmówił, gdyż w Kennin-ji nie mogliby praktykować zenu i dopiero po znalezieniu odpowiedniego miejsca znowu się spotkają.
Ejō udał się wtedy na pielgrzymkę po klasztorach Japonii. Jednak po pewnym czasie powrócił do ruin Tōnomine, gdzie żył Kakuan. Opiekował się nauczycielem do jego śmierci w 1234 roku. Prawdopodobnie przez jakiś czas praktykował zen u spadkobiercy Kakuana - Ekana. Jednak zimą tego samego roku udał się do Dōgena, który założył ośrodek praktyki zen w Kannondōri-in

### Środkowe lata życia
Ejō został powitany przez Dōgena "radośnie". 15 sierpnia 1235 przyjął ordynację w nowym stylu. Zimą tego samego roku rozpoczęto budowę nowego budynku do medytacji mnichów (jap. sōdō), który został poświęcony w październiku 1236 roku. W jego budowie Ejō grał główną rolę. Nowy budynek umożliwił bardziej ścisły program kształtowania mnichów, którego integralną częścią był trening kōanowy. Kōanem używanym wówczas przez Dōgena był Shishuanga Chuyuana (986-1039) „Jeden włos przewierca się przez wiele dziur”. Kōan ten wywołał u Ejō wielkie oświecenie. Stało się to prawdopodobnie w połowie listopada 1236 roku
Wkrótce po tym wydarzeniu Dōgen wyznaczył go na głównego mnicha; był on także osobistym służącym mistrza. Okres spędzony w Kōshō-ji (1234-1243) był dla Ejō okresem duchowego dojrzewania i poszerzenia horyzontów intelektualnych. W 1236 został spadkobiercą mistrza. Dairyō Gumon (zm. 1687) ustalił datę objęcia przez Ejō patriarchatu na 18 listopada 1236 roku, co wydaje się być poprawne. W grudniu tego roku Ejō stał się także „mnichem pierwszego miejsca” w Kōshō-ji.
W latach 1235–1237 Ejō zestawił Shōbōgenzō zuimonki (正法眼藏隨聞記) z nauk wygłaszanych przez Dōgena, które zapisywał. W tym też czasie matka Ejō poważnie zachorowała. Mnisi mogli opuszczać klasztor dwukrotnie w roku, po trzy dni. Ejō pojechał do matki na sześć dni. W jakiś czas potem otrzymał wiadomość, że jej stan się pogorszył. Zgromadzenie mnichów zezwoliło na jego wyjazd, ale Ejō odmówił uzasadniając swoją decyzję tym, że byłoby to złamanie reguł mnisich, a dla mnicha ostateczną normą jest droga Buddy.
W lipcu 1243 Dōgen wyruszył wraz z częścią mnichów, wśród których był Ejō, do Echizen, gdzie zatrzymali się w małym klasztorze Kippō. Ejō poświęcał się służeniu mistrzowi, redagowaniu Shōbōgenzō zuimonki oraz przygotowaniom do budowy nowego klasztoru pod nazwą Daibutsu (klasztor Wielkiego Buddy). Sponsorem klasztoru był przyjaciel Dōgena - Hatano Yoshishige. W lipcu 1244 roku mnisi mogli już korzystać z Budynku Dharmy (jap. hattō - pawilon służący do prowadzenia wykładów) i budynku mnichów. W czerwcu 1246 roku nazwę klasztoru zmieniono na Eihei (Klasztor Wiecznego Pokoju). Ejō stał się odpowiedzialny za codzienne sprawy klasztoru, praktykę i religijne życie mnichów.
Ejō towarzyszył Dōgenowi w podróży do Kamakury, stolicy militarnego reżimu, w roku 1247. Po półrocznym pobycie w tym mieście powrócili do Eihei-ji.
Jesienią 1252 zdrowie Dōgena pogorszyło się. Z jego pożegnalnych rozmów Ejō ułożył ostatni rozdział Shōbōgenzō nazwany "Hachidainingaku" (Osiem cnót, które powinien osiągnąć bodhisattwa). 8 lipca 1253 roku Dōgen przekazał zarządzanie Eihei-ji Tettsū Gikaiowi. 14 lipca formalnie przekazał następstwo dla Ejō wraz z szatą, którą kiedyś sobie sam uszył. 5 sierpnia na ponawiane zaproszenie Hatano Yoshishigeko opuścił Eihei-ji i udał się do Kioto, gdzie kilka dni po przybyciu zmarł 28 sierpnia 1253.
Ejō poświęcił się pogrzebowi mistrza. Następnie wybudował stupę w okolicy Eihei-ji.

### Opat Eihei-ji
Ostatni okres życia Ejō można podzielić na trzy fazy. Pierwsza faza wyznacza prowadzenie przez niego klasztoru Eihei (1253-1267). Faza druga, to pięcioletni okres jego odosobnienia (1267-1272). Trzecia faza, to okres, gdy powrócił jako dyrektor kompleksu klasztornego Eihei (1272-1280).
Pierwszy okres można określić takimi terminami jak prostota i porządek. Zaangażował się w zachowanie, redagowanie i wydawanie prac swojego nauczyciela. Po ustaleniu rytuałów i regularnej praktyki medytacyjnej sprawy klasztory przebiegały gładko, niestety coraz bardziej rutynowo. Ejō nie posiadał takiego autorytetu ani charyzmy jak Dōgen, szczególnie gdy sprawy dotyczyły dawnych mnichów ze szkoły Darumy, którzy pamiętali go jako ucznia Ekana.
Niemal natychmiast po objęciu funkcji opata pojawiła się sprawa, kto zostanie jego sukcesorem (sandai sōron, dysputa nad następstwem w trzecim pokoleniu). Najpewniejszym sukcesorem mógł być Tettsū Gikai (1219-1309), który cieszył się także kiedyś wsparciem samego Dōgena, mimo pewnych jego braków, z których najważniejszym był brak "współczującej empatii" (jap. jihi). W grudniu 1255 roku Ejō okazał mu dokument i szatę potwierdzając tym samym, że Gikai jest jego spadkobiercą, a w styczniu 1256 roku przekazał mu insygnia patriarchalnego urzędu. Ich następna rozmowa w styczniu usunęła resztki wątpliwości Ejō. Tymczasem nawet oświecenie Gikaia nie było pewne.
Po jakimś czasie Ejō postanowił wysłać Gikaia na pielgrzymkę po klasztorach Japonii, co pomogłoby mu w prowadzeniu później Eihei-ji. W 1259 Gikai wyruszył do Chin, gdzie poświęcił się intensywnej praktyce w klasztorach szkoły linji. Do Japonii powrócił w 1262 roku. Jest to także rok zwrotny w historii Eihei-ji. Ejō zaangażowany w rozbudowę klasztoru dał Gikaiowi wolną rękę w kierowaniu budową i zmianami w dziennym życiu klasztoru.
W 1267 Ejō udał się emeryturę, czyli zajmował "rangę wschodniego pokoju" (jap. tōdōi) przeznaczoną dla emerytowanych opatów. Mieszkał w małym domku w pobliżu klasztoru i oddał się całkowicie medytacji i studiom. Był regularnie odwiedzany przez mnichów, m.in. przez Bussō (zm. 1282) i Dōsona (zm. 1289), którzy osiągnęli oświecenie pod jego kierunkiem.
Gikai miał w klasztorze silną opozycję. W końcu mnisi poprosili Ejō, aby powrócił i przyjął znów obowiązki opata. Mistrz powrócił w 1272 roku i to zakończyło pierwszą fazę dysputy nad „sukcesorem w trzecim pokoleniu”.
Jego ostatnim dziełem był tekst ukończony w 1278 roku Kōmyōzōzammai (光明藏三昧). Jego celem było ukazanie tradycji Dōgena jako autentycznej Dharmy Buddy i przedstawienie jej szerszej publiczności.
W kwietniu 1280 jego zdrowie się pogorszyło. Zażądał, aby nie wystawiano mu po śmierci żadnej stupy, tylko pochowano jego prochy w pobliżu stupy Dōgena. Był jeszcze świadkiem poważnych zamieszek w klasztorze, co uważał za przejaw swojej złej karmy.
Zmarł w spokoju w kwietniu 1280 roku.

## Linia przekazu Dharmy zen
Pierwsza liczba oznacza liczbę pokoleń od Pierwszego Patriarchy chan w Indiach Mahakaśjapy.
Druga liczba oznacza liczbę pokoleń od Pierwszego Patriarchy chan w Chinach Bodhidharmy.
Trzecia liczba oznacza początek nowej linii przekazu w innym kraju.
- 51/24. Tiantong Rujing (1163–1228)

- 52/25/1. Eihei Dōgen Kigen (1200–1253) Japonia. Szkoła sōtō

- 53/26/2. Sōkai
- 53/26/2. Senne (Yōkōan)

- 54/27/3. Kyōgō (Yōkōan)

- 53/26/2. Shinchi Kakushin (1207–1280)
- 53/26/2. Kangan Giin (1217–1300) (Daijiji)

- 54/27/3. Shidō Shōyū (zm. 1301 (Daijiji)
- 54/27/3. Tetsuzan Shian (Daijiji)

- 55/28/4. Gishō

- 56/29/5. Hohan

- 57/30/6. Gyokukan

- 58/31/7. Senten

- 55/28/4. Daiko

- 56/29/5. Gikai

- 57/30/6. Meishitsu

- 55/28/4. Ten’an

- 56/29/5. Chōkei

- 57/30/6. Ryōshitsu

- 55/28/4. Shiryō

- 56/29/5. Mutō

- 54/27/3. Ninnō Jōki

- 55/28/4. Gen’e

- 56/29/5. Zuiseki
- 56/29/5. Sansen

- 55/28/4. Saijū
- 55/28/4. Giyū

- 56/29/5. Baiin

- 55/28/4. Mōan
- 55/28/4. Kozen
- 55/28/4. Tekiden
- 55/28/4. Etsuō

- 54/27/3. Gukoku

- 55/28/4. Musetsu

- 56/29/5. Meian

- 53/26/2. Eihei Koun Ejō (1198–1280) (Eiheiji)

- 54/27/3. Gien (zm. 1314) (Eiheiji)
- 54/27/3. Jakuen (chin. Jiyuan) (1207–1299) (Hōkyōji)

- 55/28/4. Giun (Hōkyōji)

- 56/29/5. Donki (Hōkyōji)

- 54/27/3. Daijo Tettsū Gikai (1219–1309) (Daijōji)

- 55/28/4. Eiko Keizan Jōkin (1267–1325) (Daijōji